# Specie di Monticalia
Elenco delle 81 specie di  Monticalia:

## A
- Monticalia abietina (Willd. ex Wedd.) C.Jeffrey
- Monticalia aclydiphylla (Cuatrec.) J.Calvo
- Monticalia albipanquei (S.Díaz & Cuatrec.) B.Nord.
- Monticalia albiramea (Cuatrec.) C.Jeffrey
- Monticalia alcidiphylla (Cuatrec.) C.Jeffrey
- Monticalia almorzana (S.Díaz & Cuatrec.) B.Nord.
- Monticalia andicola (Turcz.) C.Jeffrey
- Monticalia angustifolia (Kunth) B.Nord.
- Monticalia apiculata (Sch.Bip. ex Wedd.) C.Jeffrey
- Monticalia arbutifolia (Kunth) C.Jeffrey

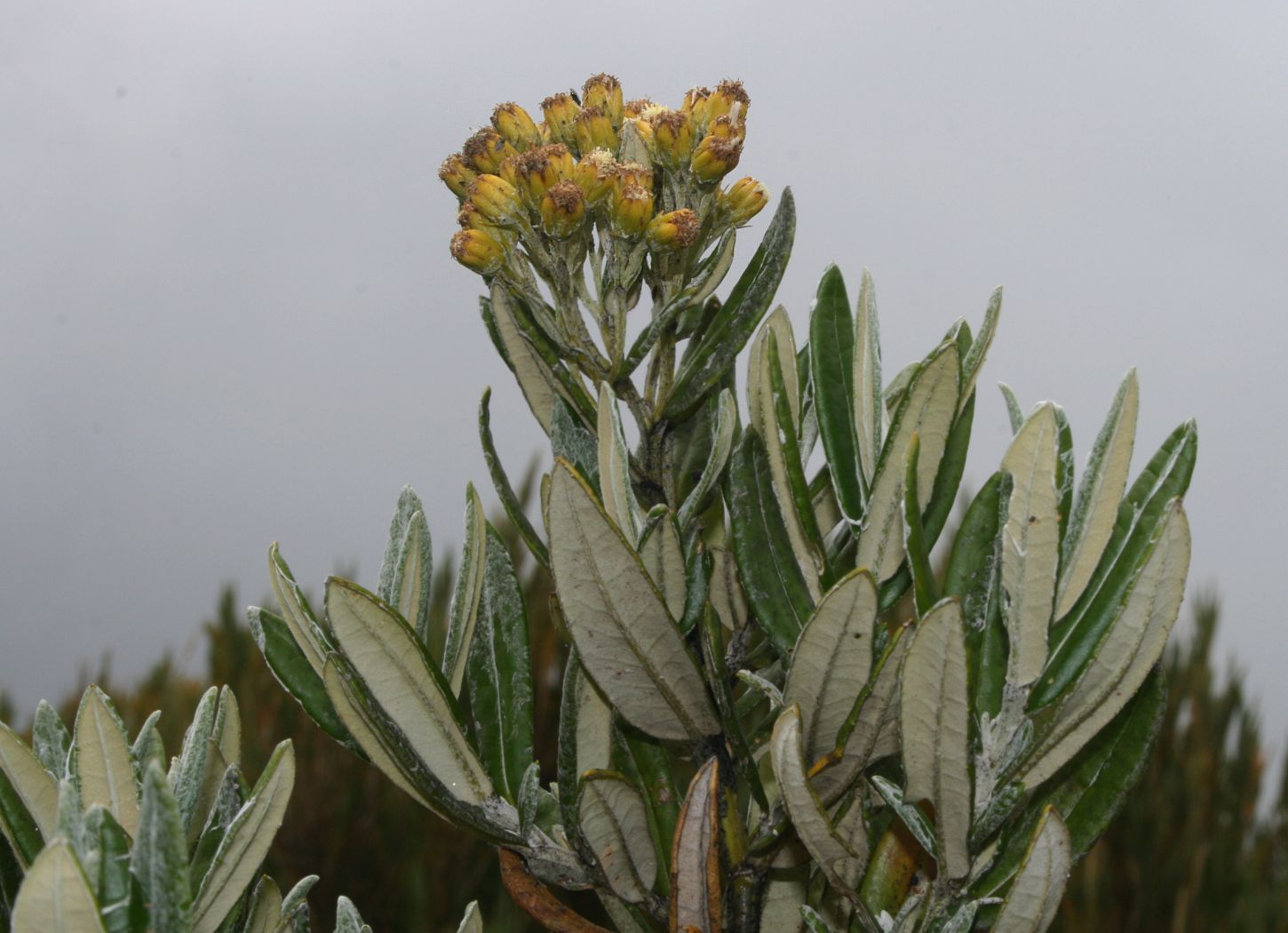
Pentacalia andicola

## B
- Monticalia barbourii (M.O.Dillon & Sagást.) Pruski
- Monticalia batallonensis (Cuatrec.) C.Jeffrey
- Monticalia befarioides (Cuatrec.) B.Nord.

## C
- Monticalia cacaosensis (Cuatrec.) B.Nord.
- Monticalia cachacoensis (Cuatrec.) C.Jeffrey
- Monticalia carrikeri (Cuatrec.) C.Jeffrey
- Monticalia carupana (S.Díaz) B.Nord.
- Monticalia chimborazensis (Sklenář) J.Calvo
- Monticalia cleefii (Cuatrec.) C.Jeffrey
- Monticalia corymbosa (Benth.) C.Jeffrey

## E
- Monticalia elatoides (Wedd.) B.Nord.
- Monticalia empetroides (Cuatrec.) C.Jeffrey

## F
- Monticalia fimbriifera (S.Díaz & G.P.Méndez) B.Nord.
- Monticalia firmipes (Greenm.) C.Jeffrey
- Monticalia flocculidens (Sch.Bip. ex Wedd.) C.Jeffrey
- Monticalia flosfragrans (Cuatrec.) C.Jeffrey

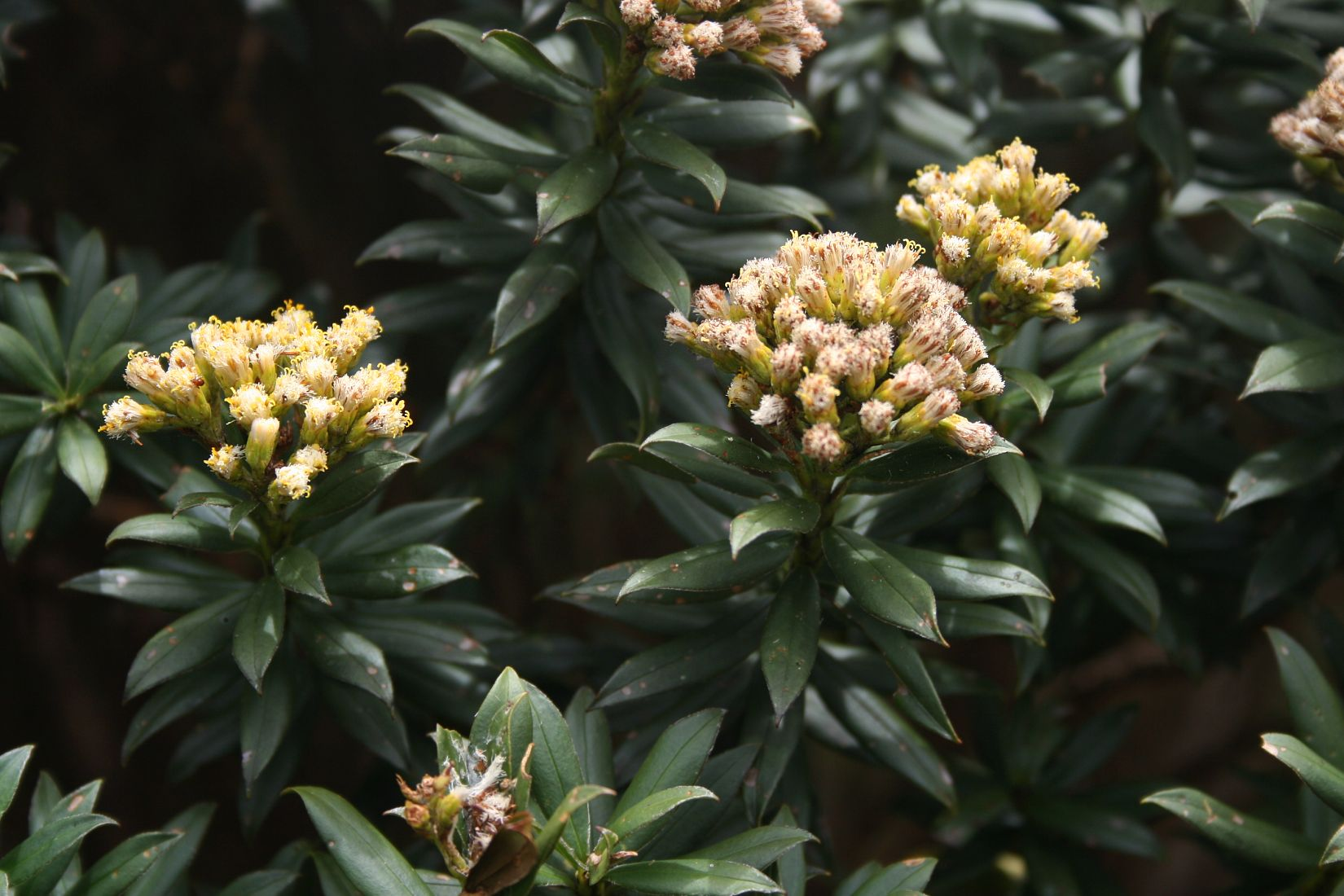
Pentacalia firmipes

## G
- Monticalia gelida (Wedd.) C.Jeffrey
- Monticalia greenmaniana (Hieron.) C.Jeffrey
- Monticalia guadalupe (Cuatrec.) C.Jeffrey
- Monticalia guicanensis (Cuatrec.) C.Jeffrey

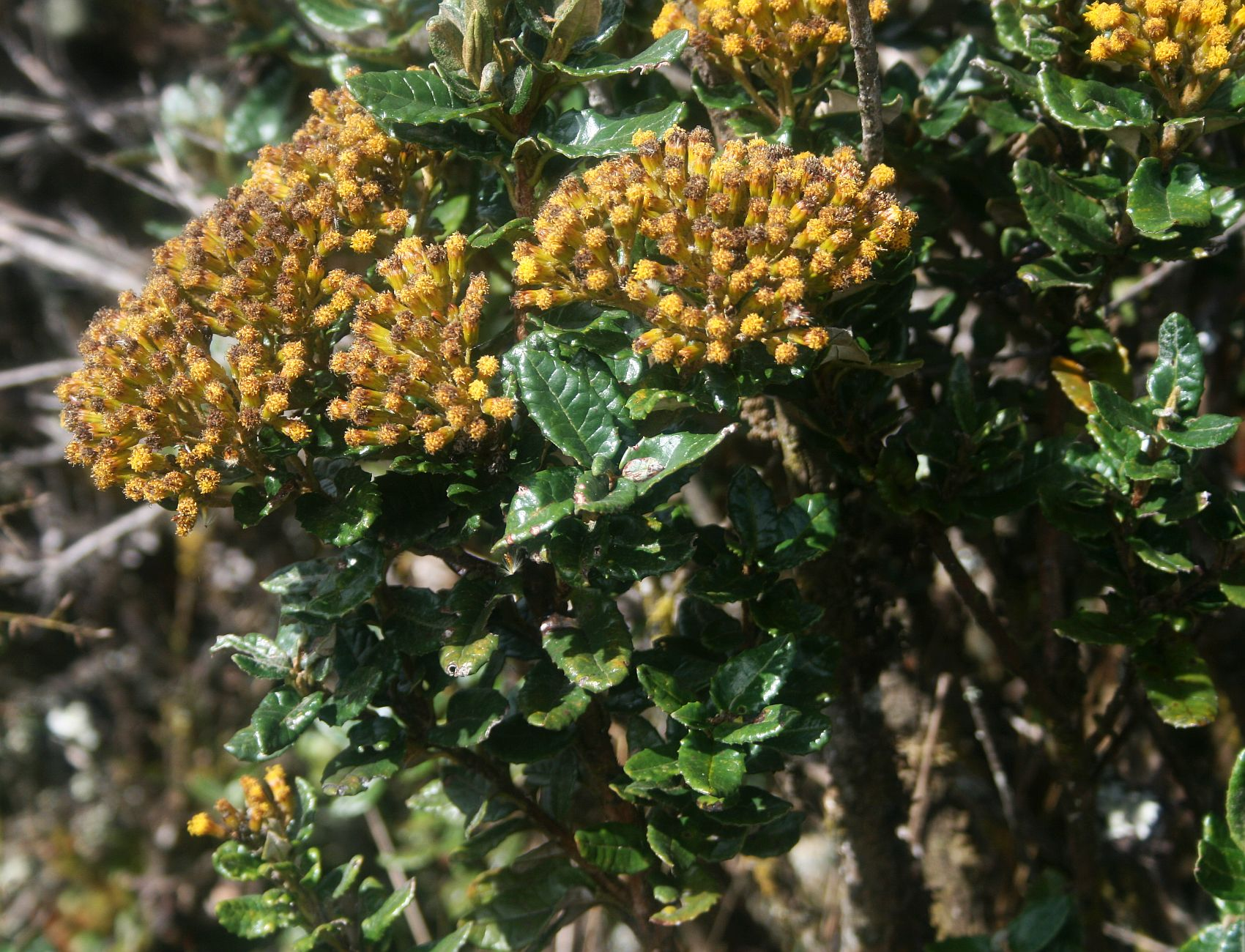
Monticalia guadalupe

## H
- Monticalia hammenii (S.Díaz & Cuatrec.) B.Nord.
- Monticalia harrietae (Cuatrec.) B.Nord.

## I
- Monticalia iguaquensis (S.Díaz & Cuatrec.) B.Nord.
- Monticalia imbricatifolia (Sch.Bip. ex Wedd.) C.Jeffrey

## J
- Monticalia juajibioyi (S.Díaz & Cuatrec.) B.Nord.

## L
- Monticalia ledifolia (Kunth) C.Jeffrey
- Monticalia leioclada (Cuatrec.) C.Jeffrey
- Monticalia libertatis (Cuatrec.) C.Jeffrey
- Monticalia lindenii (Sch.Bip. ex Wedd.) C.Jeffrey

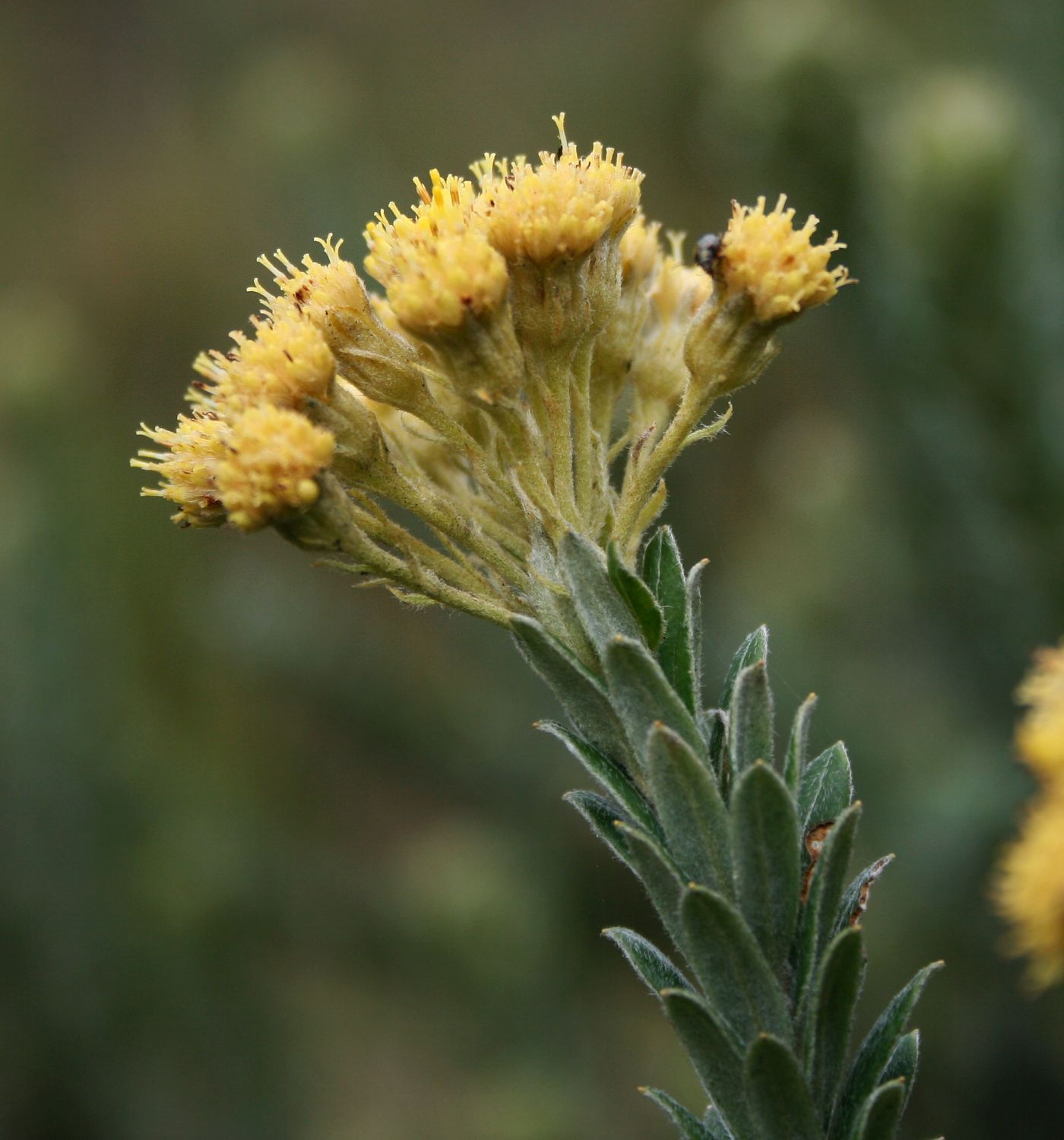
Monticalia ledifolia

## M
- Monticalia magnicalyculata (V.M.Badillo) C.Jeffrey
- Monticalia mamancanacana (Cuatrec.) C.Jeffrey
- Monticalia masonhalei (Ruíz-Terán & López-Fig.) C.Jeffrey
- Monticalia microdon (Wedd.) B.Nord.
- Monticalia micropachyphylla (Cuatrec.) C.Jeffrey
- Monticalia miniaurita (Sagást. & M.O.Dillon) J.Calvo
- Monticalia myrsinites (Turcz.) C.Jeffrey
- Monticalia nigrostagnosa (Cuatrec.) C.Jeffrey

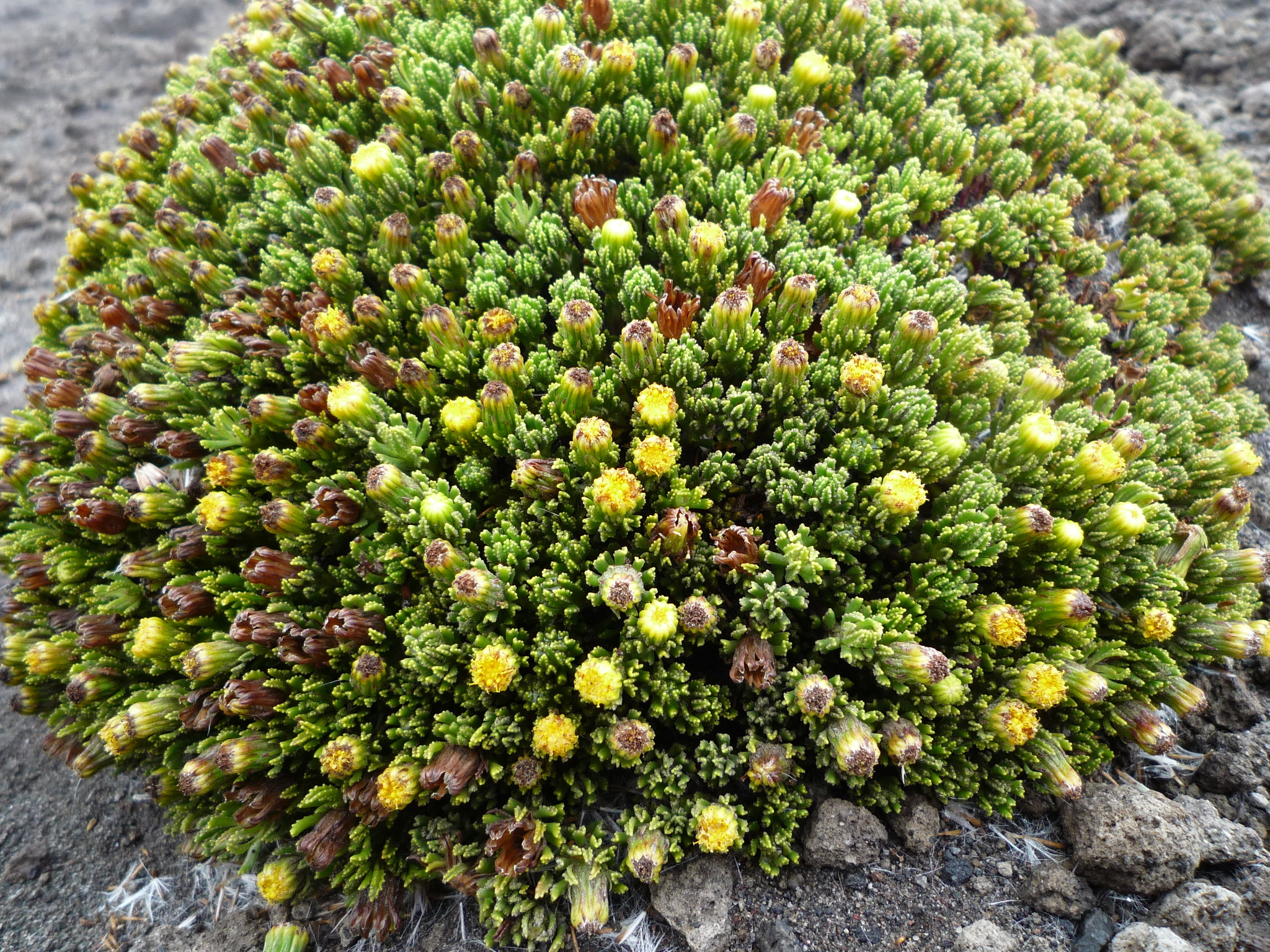
Monticalia microdon

## N
- Monticalia nitida (Kunth) C.Jeffrey
- Monticalia novolanata (Cuatrec.) C.Jeffrey

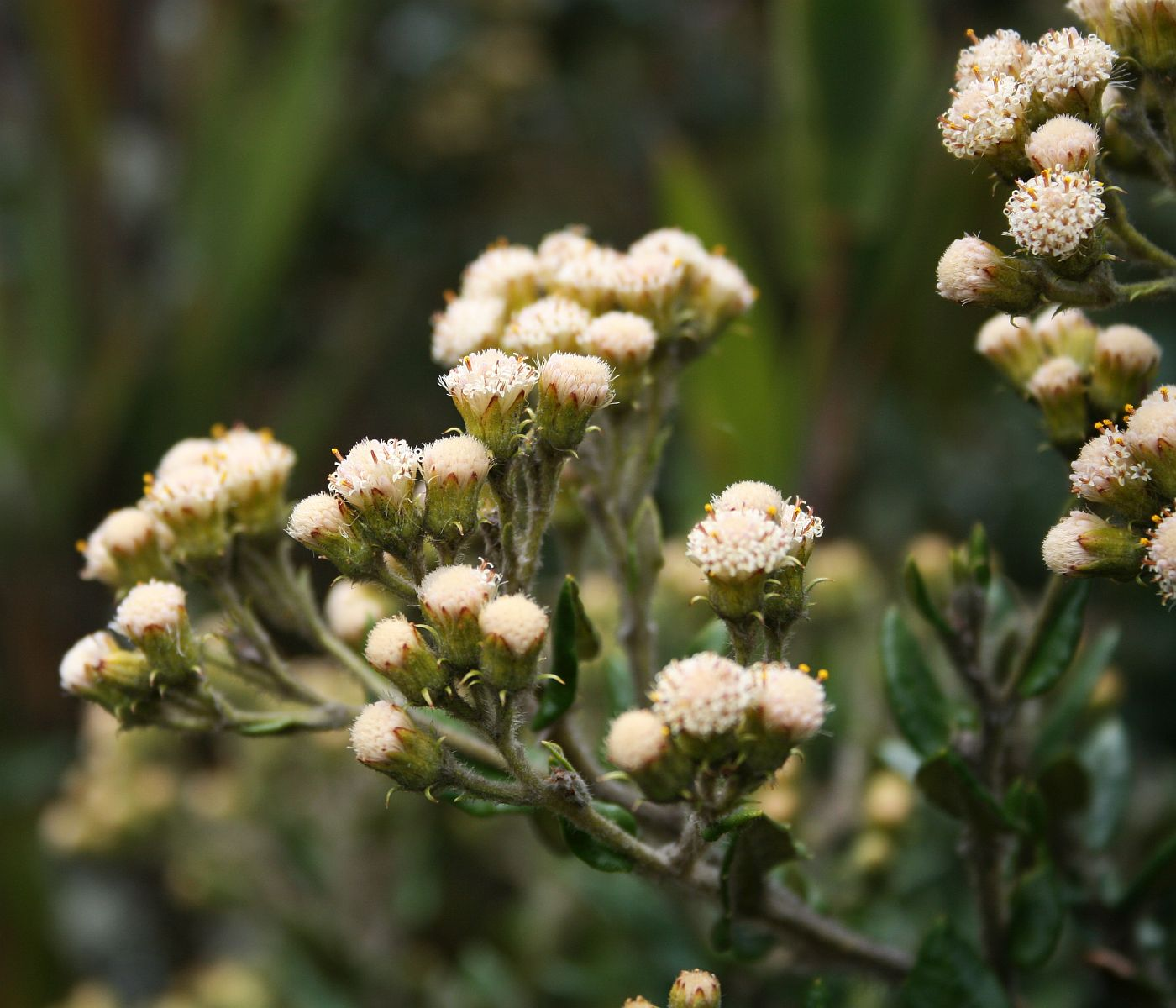
Monticalia nitida

## P
- Monticalia pachypus (Greenm.) C.Jeffrey
- Monticalia perijaensis (Cuatrec.) C.Jeffrey
- Monticalia peruviana (Pers.) C.Jeffrey
- Monticalia pleniaurita (Cuatrec.) J.Calvo
- Monticalia polymera (Klatt) C.Jeffrey
- Monticalia prunifolia (Wedd.) C.Jeffrey
- Monticalia pulchella (Kunth) C.Jeffrey

## Q
- Monticalia quiroana (Cuatrec.) C.Jeffrey

## R
- Monticalia ramentosa (Cuatrec.) C.Jeffrey
- Monticalia reissiana (Hieron.) C.Jeffrey
- Monticalia rex (Sandwith) C.Jeffrey
- Monticalia rigidifolia (V.M.Badillo) C.Jeffrey
- Monticalia romeroana (S.Díaz & M.L.Bueno) B.Nord.
- Monticalia rosmarinifolia (Benth.) C.Jeffrey
- Monticalia ruiteranii (Cuatrec.) C.Jeffrey

## S
- Monticalia schultzei (Cuatrec.) B.Nord.
- Monticalia sclerosa (Cuatrec.) C.Jeffrey
- Monticalia speciosa  J.Calvo & Romol.
- Monticalia stuebelii (Hieron.) C.Jeffrey
- Monticalia subarachnoidea (Wedd.) C.Jeffrey
- Monticalia summapacis (Cuatrec.) B.Nord.

## T
- Monticalia taironae (S.Díaz & Cuatrec.) B.Nord.
- Monticalia teretifolia (Kunth) B.Nord.
- Monticalia tolimensis (Sch.Bip. ex Wedd.) C.Jeffrey
- Monticalia trichopus (Benth.) C.Jeffrey
- Monticalia tunamensis (Cuatrec.) C.Jeffrey

## V
- Monticalia vaccinioides (Kunth) C.Jeffrey
- Monticalia venezuelensis (Sandwith) C.Jeffrey
- Monticalia vernicifolia (Cuatrec.) C.Jeffrey
- Monticalia vernicosa (Sch.Bip. ex Wedd.) C.Jeffrey
- Monticalia verticillata (Klatt) C.Jeffrey
- Monticalia viridialba (Cuatrec.) C.Jeffrey

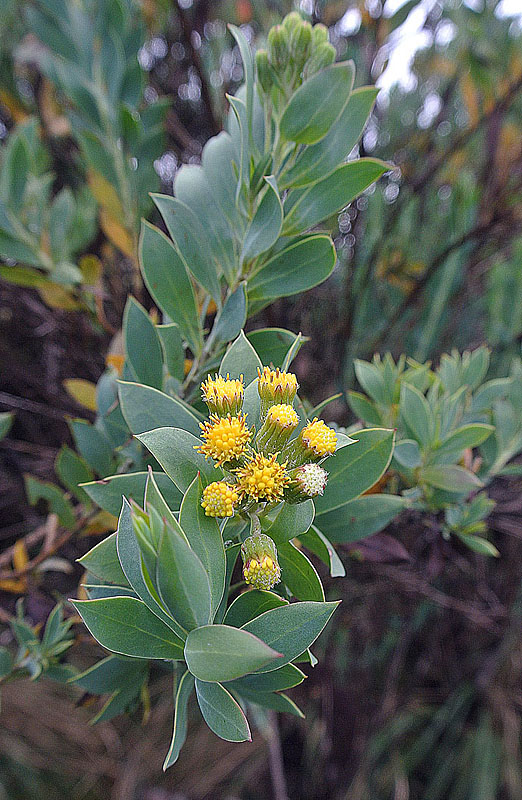
Monticalia vaccinioides
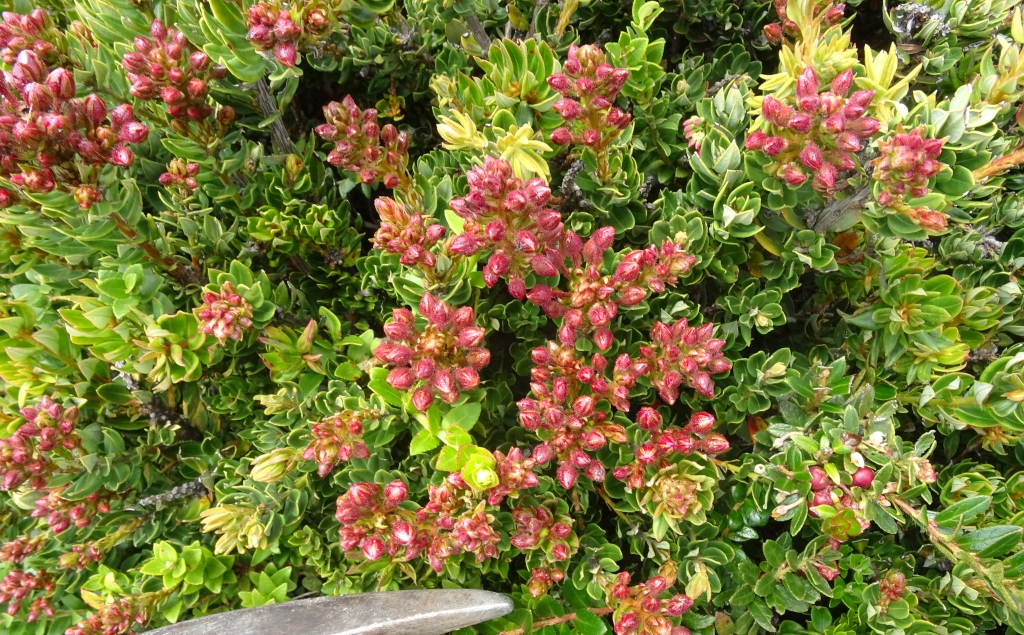
Monticalia vernicosa